# Fritz Taussig (Fußballspieler)
Fritz Taussig (* 1906; † Oktober oder November 1944 im KZ Auschwitz) war ein tschechoslowakischer Fußballspieler.

## Karriere
Taussig gehörte dem jüdisch-deutschen Fußballverein DFC Prag an, für den er von 1930 bis 1934 in der vom ČSAF, der Dachorganisation der in der Tschechoslowakei bestehenden Nationalverbände der Minderheiten, organisierten Meisterschaften als Torhüter im Gau West, als eine von sieben Gauen, zum Einsatz kam und dreimal in Folge die Meisterschaft in Böhmen gewann.
Er wurde am 1. Oktober 1944 ins KZ Auschwitz deportiert und kam dort kurz darauf zu Tode.

## Erfolge
DFVfB-Meister im ČSAF 1931, 1932, 1933